# Pierre Galin
Pierre Galin est un musicien né le 16 décembre 1786 à Samatan et mort le 31 août 1821 à Bordeaux.

## Biographie
Il inventa une méthode nouvelle pour simplifier l'enseignement de la musique, qu'il appela Méloplaste, et la développa dans l'écrit intitulé Exposition d'une nouvelle méthode pour l'enseignement de la musique (Bordeaux et Paris, 1818). Cette méthode, renouvelée de Jean-Jacques Rousseau et dans laquelle l'étude du rythme est séparée de celle de l'intonation, a été depuis propagée et perfectionnée par MM. Paris et Chevé.
Il est inhumé au cimetière du Père-Lachaise (13e division).

## Œuvres
- Exposition d'une nouvelle méthode pour l'enseignement de la musique

### Source
Cet article comprend des extraits du Dictionnaire Bouillet. Il est possible de supprimer cette indication, si le texte reflète le savoir actuel sur ce thème, si les sources sont citées, s'il satisfait aux exigences linguistiques actuelles et s'il ne contient pas de propos qui vont à l'encontre des règles de neutralité de Wikipédia.
- Les illustres de Bordeaux : catalogue, vol. 1, Bordeaux, Dossiers d'Aquitaine, 2013, 80 p. (ISBN 978-2-84622-232-7, présentation en ligne)